# Clermont-Créans
Clermont-Créans ist eine französische Gemeinde mit 1.276 Einwohnern (Stand 1. Januar 2022) im Département Sarthe in der Region Pays de la Loire; sie ist Teil des Arrondissements La Flèche und des Kantons La Flèche. Die Einwohner werden Clermontois genannt.

## Geographie
Clermont-Créans liegt etwa 34 Kilometer südwestlich von Le Mans am Loir, der die Gemeinde im Süden begrenzt. Umgeben wird Clermont-Créans von den Nachbargemeinden Ligron im Norden, Saint-Jean-de-la-Motte im Nordosten, Mareil-sur-Loir im Osten, La Flèche im Süden und Westen sowie Bousse im Nordwesten.
| Bevölkerungsentwicklung    | Bevölkerungsentwicklung | Bevölkerungsentwicklung | Bevölkerungsentwicklung | Bevölkerungsentwicklung | Bevölkerungsentwicklung | Bevölkerungsentwicklung | Bevölkerungsentwicklung | Bevölkerungsentwicklung | Bevölkerungsentwicklung |
| -------------------------- | ----------------------- | ----------------------- | ----------------------- | ----------------------- | ----------------------- | ----------------------- | ----------------------- | ----------------------- | ----------------------- |
| Jahr                       | 1962                    | 1968                    | 1975                    | 1982                    | 1990                    | 1999                    | 2006                    | 2018                    | 2021                    |
| Einwohner                  | 844                     | 839                     | 779                     | 826                     | 930                     | 1000                    | 1128                    | 1261                    | 1274                    |
| Quellen: Cassini und INSEE |                         |                         |                         |                         |                         |                         |                         |                         |                         |

## Sehenswürdigkeiten
- Kirche Saint-Lambert aus dem 11. Jahrhundert
- Kirche Saint-Symphorien aus dem 11. Jahrhundert
- alte Kirche Saint-Denis, frühere Priorei
- Schloss Oyré aus dem 15. Jahrhundert, Umbauten aus dem 18. Jahrhundert
- Schloss Créans aus dem 15. Jahrhundert, Umbauten aus dem 18. Jahrhundert, Monument historique seit 1905
- früheres Pfarrhaus aus dem 15. Jahrhundert
- Schloss Launay aus dem 19./20. Jahrhundert

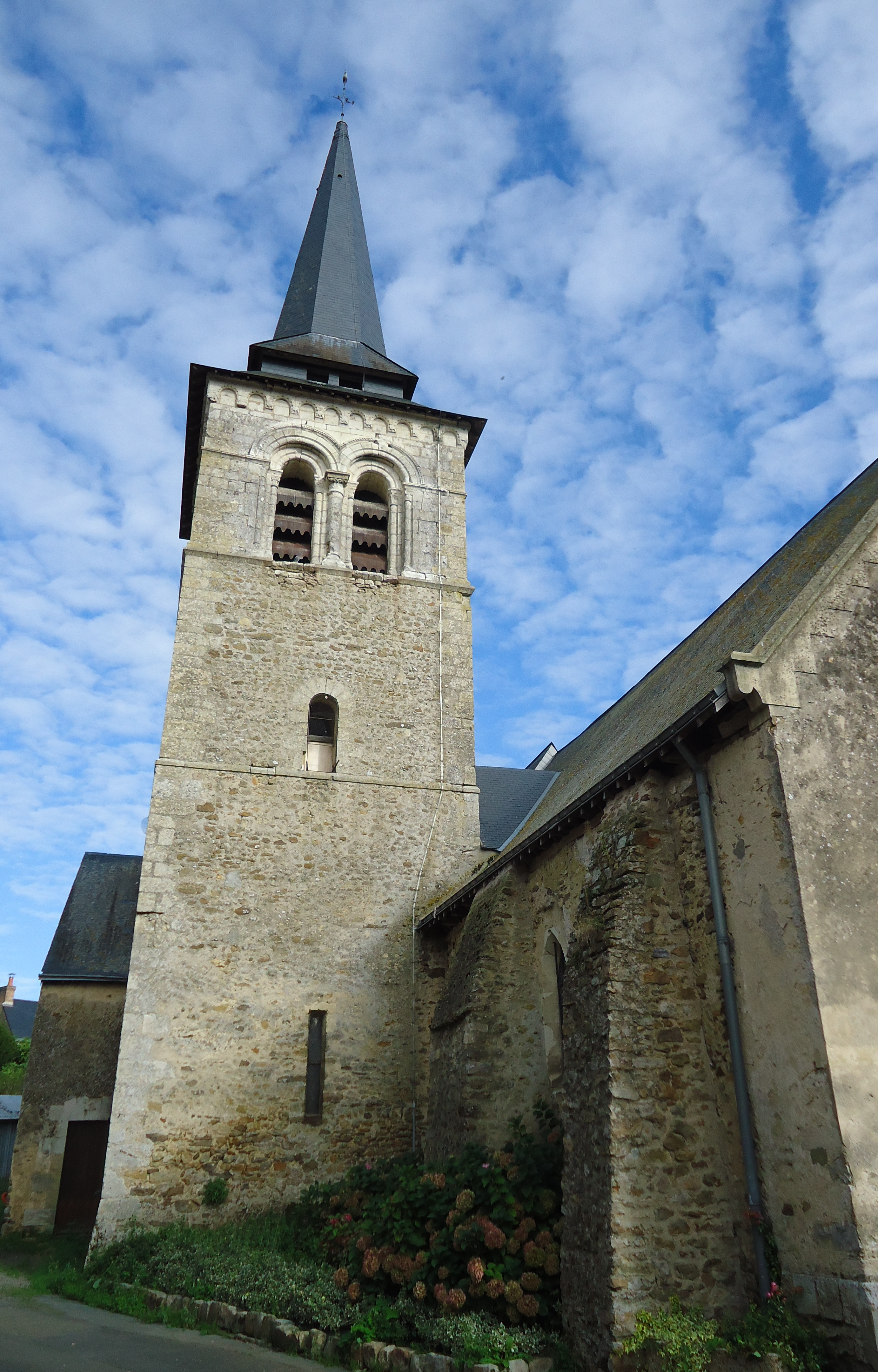
Kirche Saint-Lambert
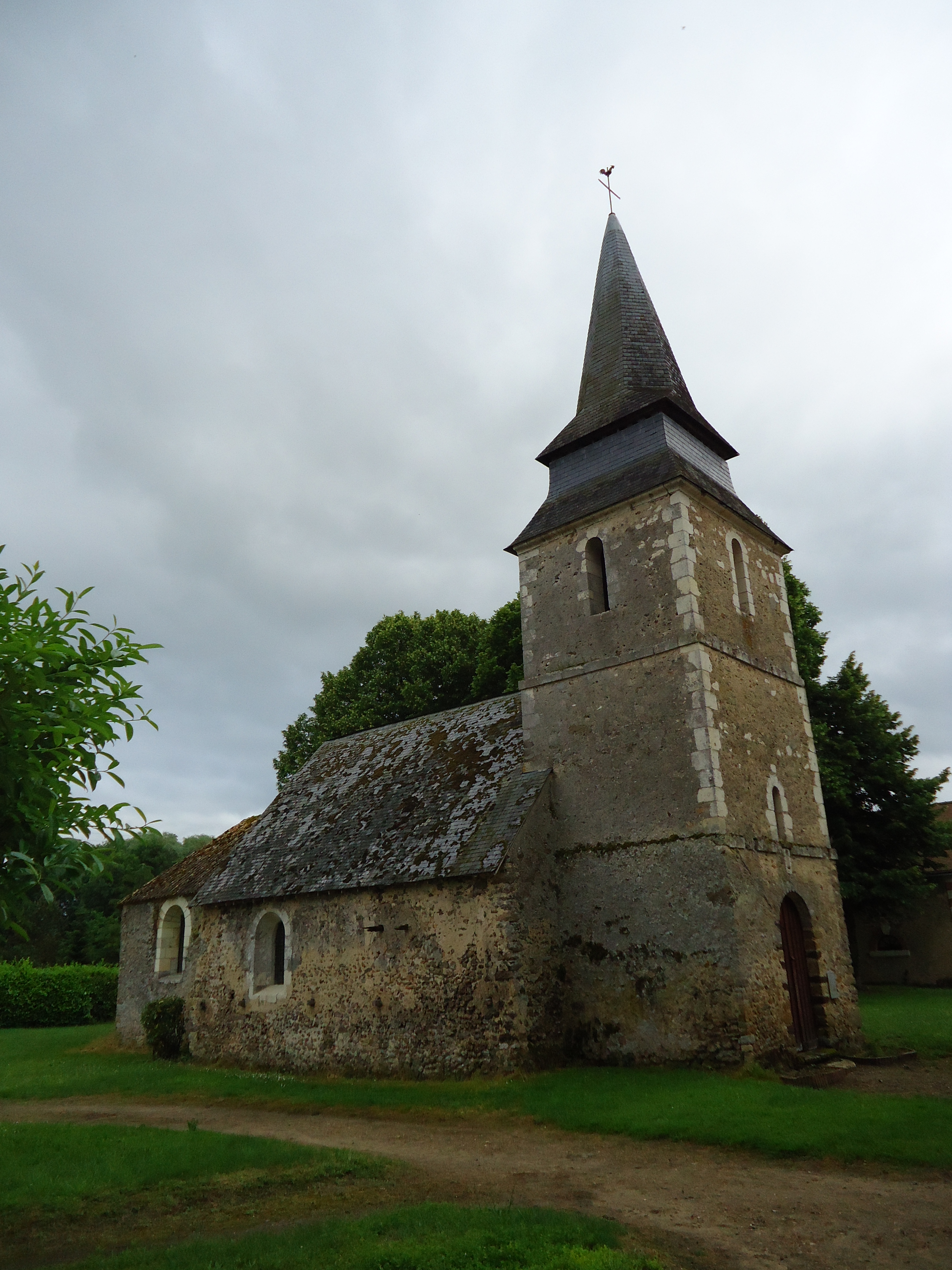
Kirche Saint-Symphorien
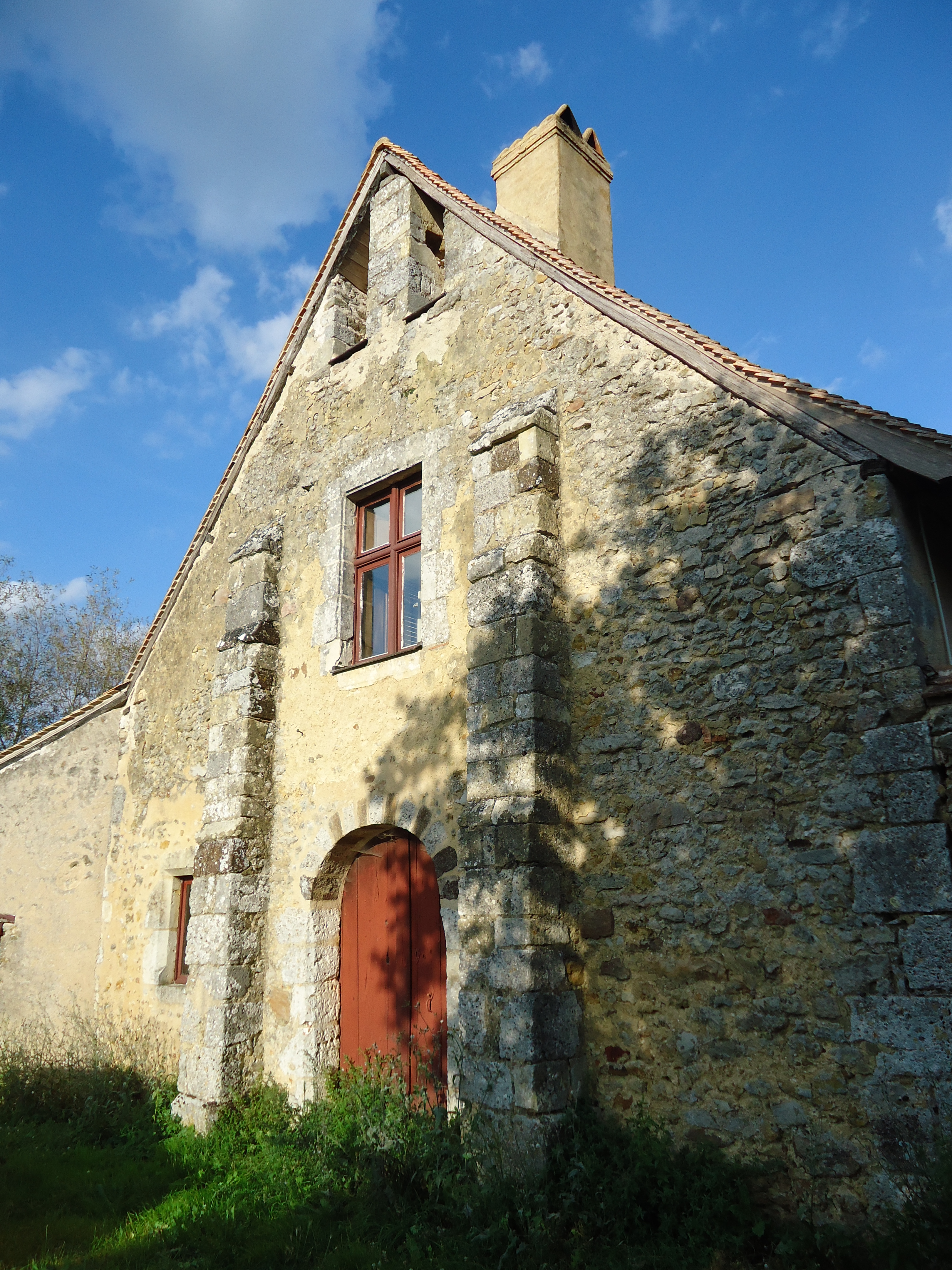
Alte Kirche Saint-Denis
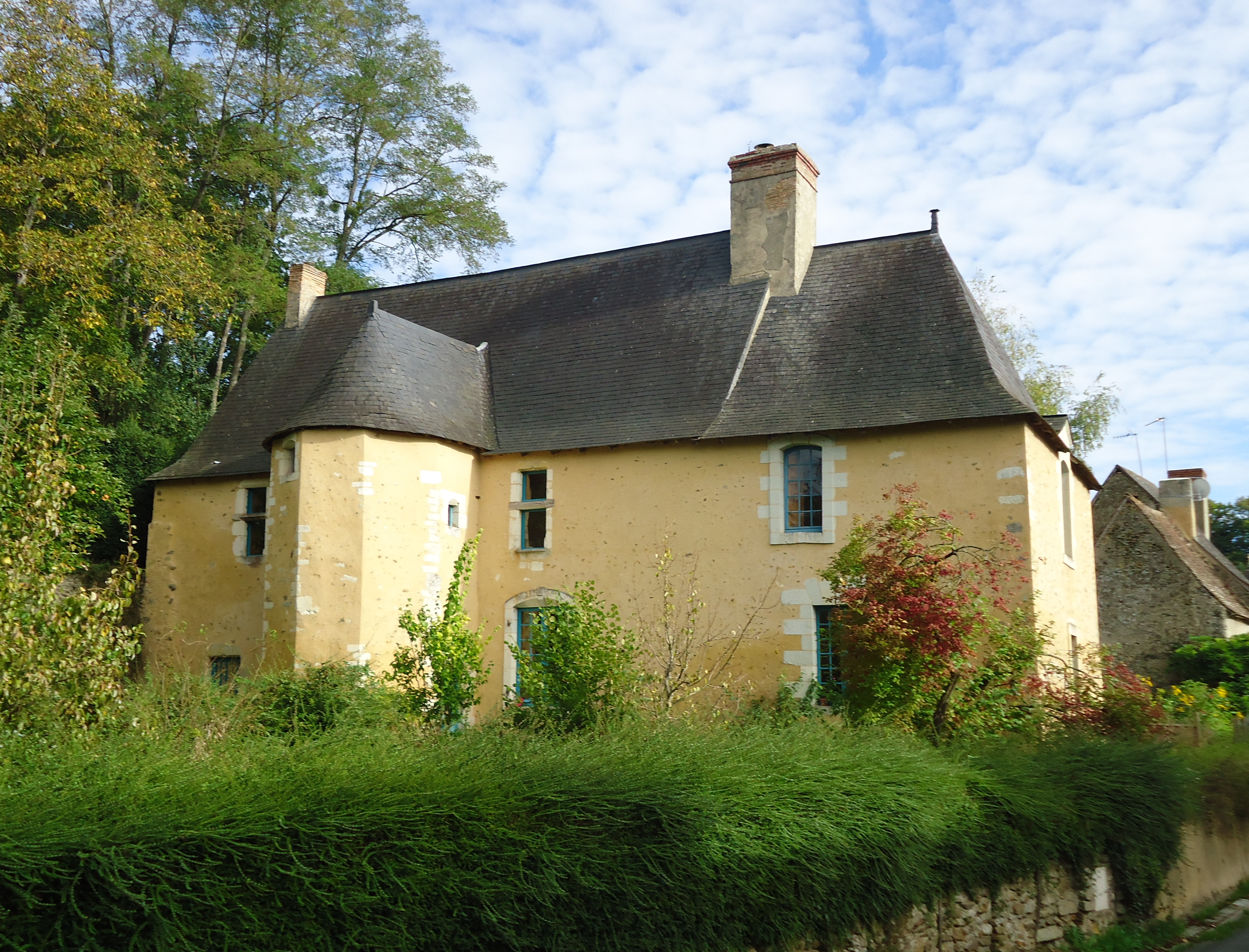
Altes Pfarrhaus
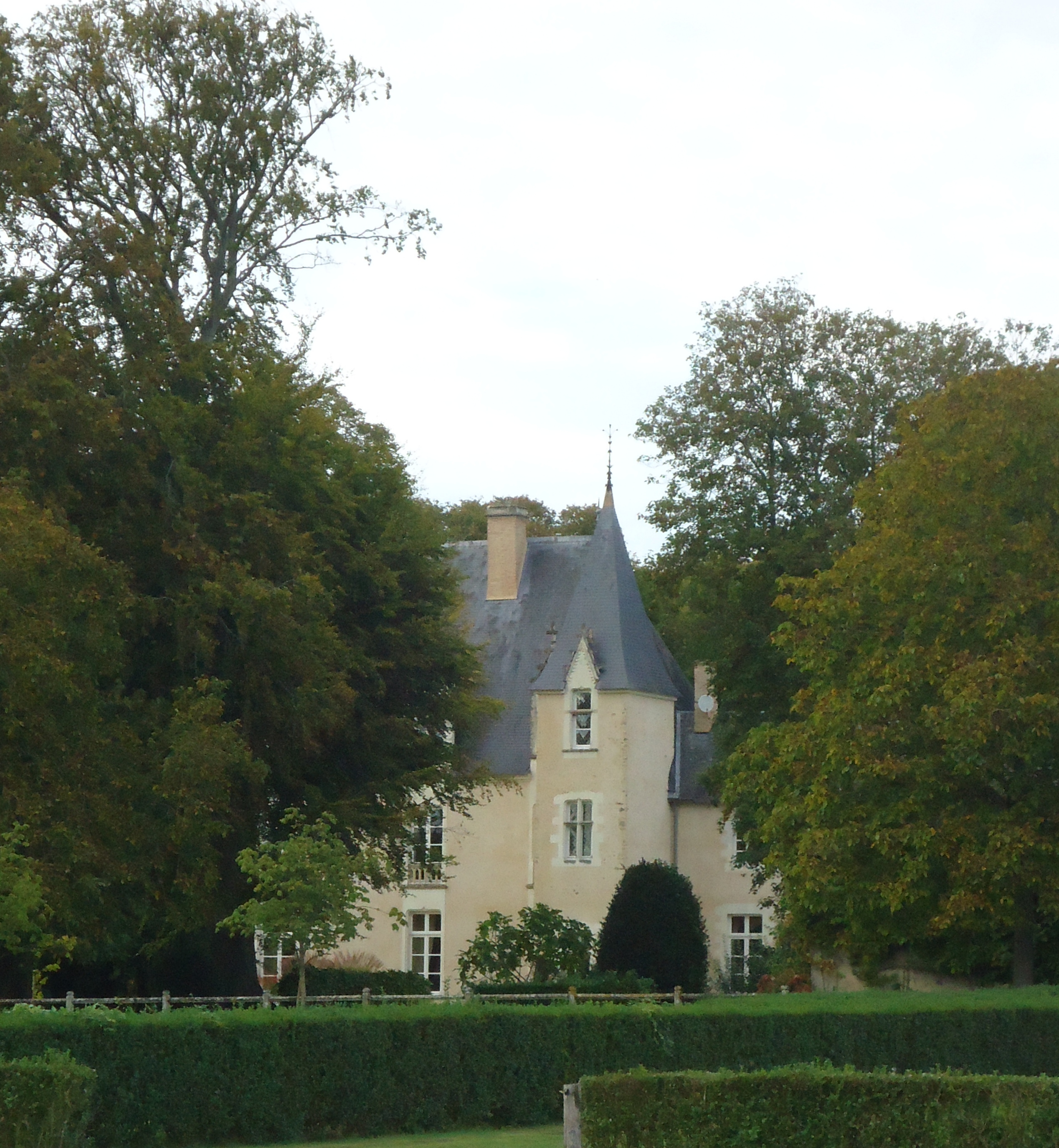
Schloss Oyré
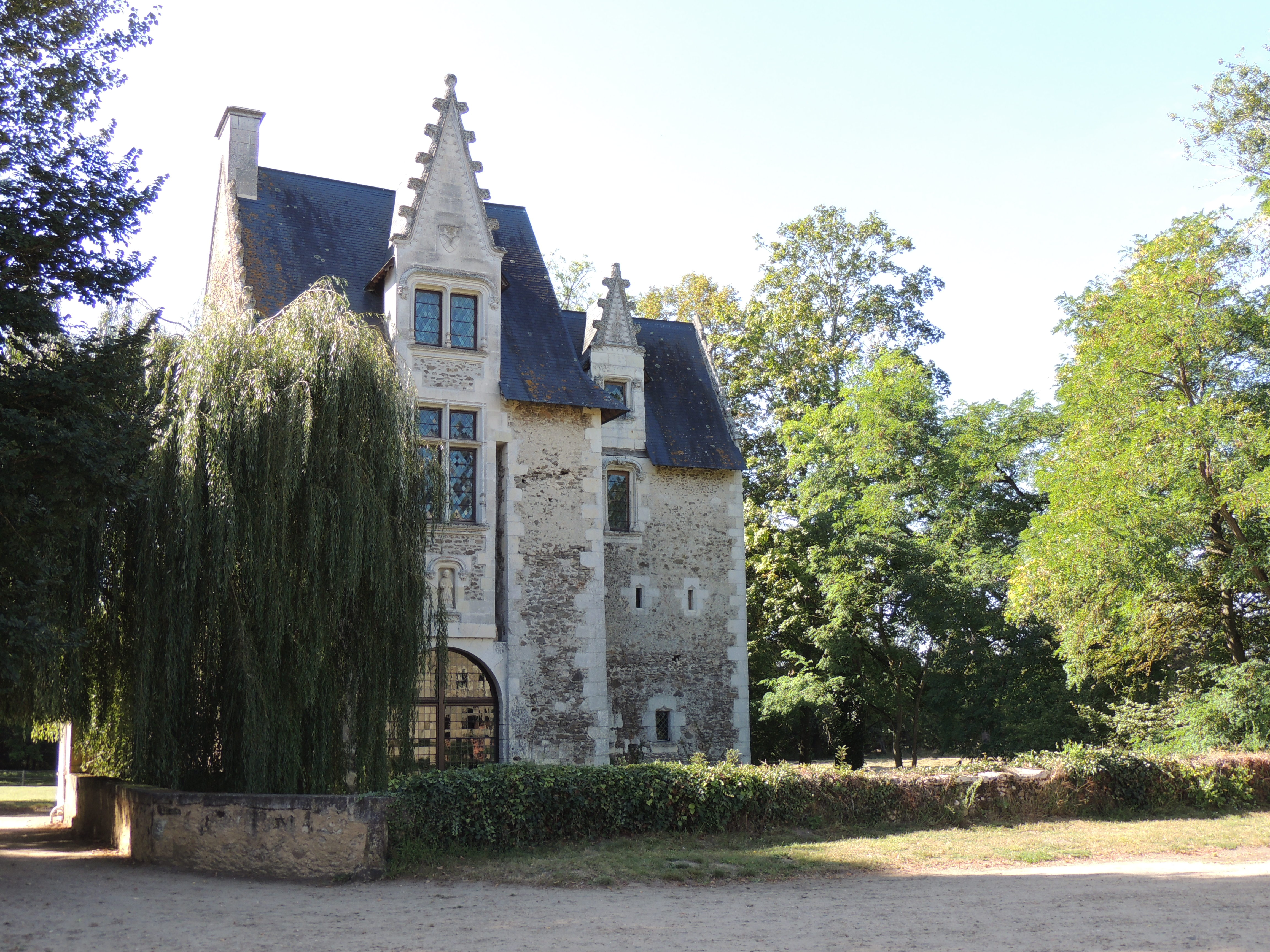
Schloss Créans
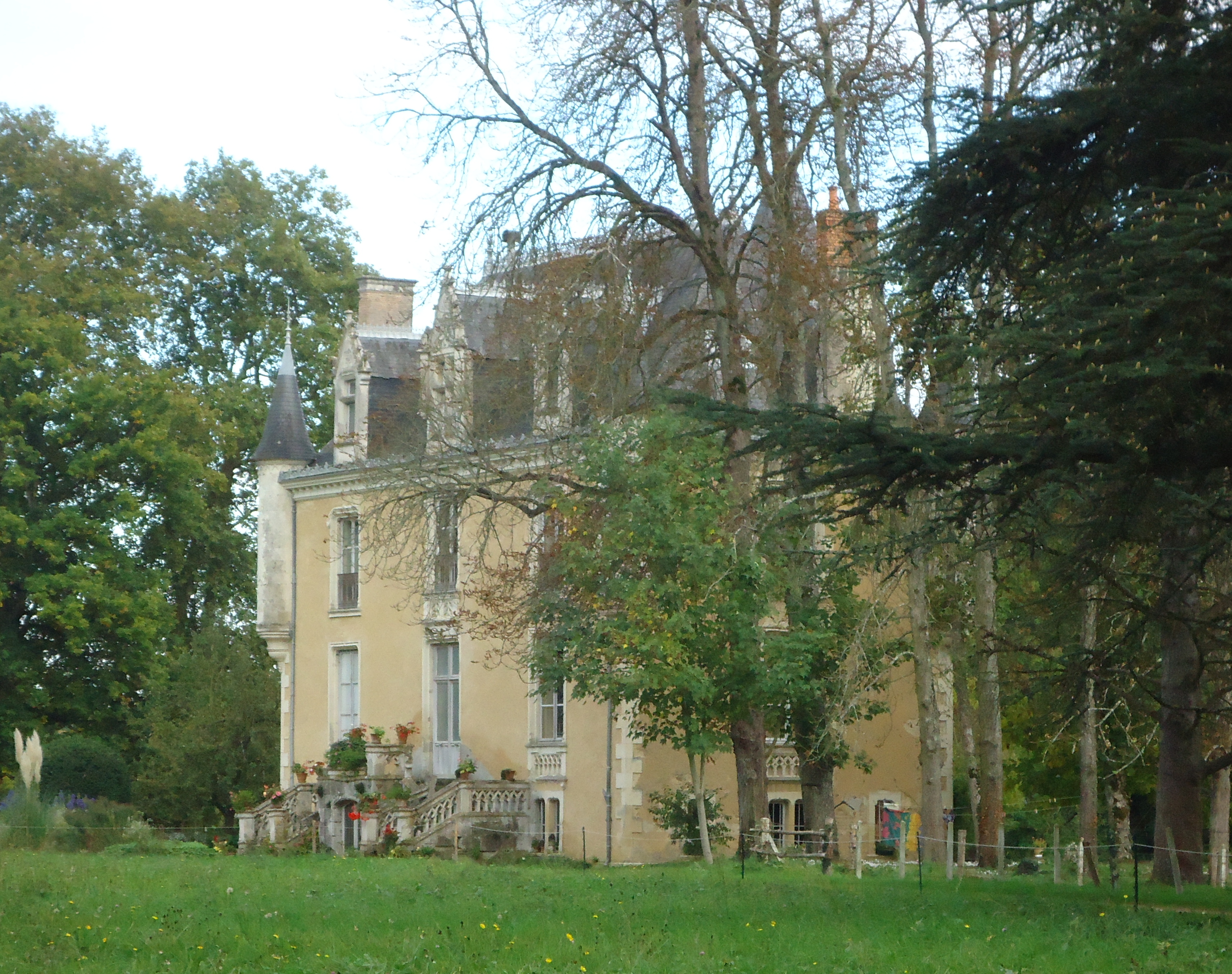
Schloss Launay